# 水平位置指示装置

ディスプレイの重要な要素を示す水平位置指示装置の説明図

水平位置指示装置または水平姿勢指示計（英語: horizontal situation indicator (HSI)）は、従来の飛行方位計の代わりに姿勢指示器の下に取り付けられる航空計器。飛行方位計とVHF全方向測距計器着陸装置(VOR-ILS)ディスプレイを組み合わせた計器である。 これにより、パイロットの計器スキャンの要素数が6つの基本的な飛行計器に減り、パイロットの作業負荷が軽減される。
HSIの利点は、計器着陸装置ローカライザーのバックコースアプローチでのリバースセンシングの混乱から解放される。針がローカライザーのフロントコースにセットされていれば、進行方向に対して左右どちらの方向へ飛行すればいいか表示される。HSIでは、航空機は計器の中央に模式図で表され、VOR-ILSディスプレイはこの図に関連して表示される。通常、方位計はリモートコンパスと連動しており、HSIは、方位選択バグを追跡し、ローカライザーとグライドスロープに従ってILSアプローチを実行できるオートパイロットと相互接続されている。
従来のVOR表示器では、left-rightとto-fromは、選択したコースとの関連で解釈する必要がある。HSIがVORステーションにチューニングされている場合、左右は常に左右を意味し、TO/FROMはVORを指す単純な三角形の矢印で示される。矢印が先が、コースセレクターの矢印と同じ側を指している場合はTO、コースセレクターの反対側を指している場合はFROMを意味する。
ここで紹介しているHSIは、小型飛行機用に設計されたタイプで、標準的な3 ¼-インチの計器のサイズである。航空・ジェット機用HSIはより大きく、より多くの表示要素を含む場合がある。
最新のHSIディスプレイは電子式で、多くの場合、電子飛行計器システムと統合され、いわゆる「グラスコックピット」システムになっている。